# WordStar
WordStar fue un procesador de textos, incluido en las computadoras Osborne 1. En particular, WordStar fue el último procesador de textos comercial para el sistema operativo CP/M y fue lanzado en septiembre de 1978. Módulo 4, la última compatible con CP/M, se vendió en disquetes de 5¼ pulgadas y opcionalmente también en disquetes de 8 pulgadas.  Su primera versión fue mostrada en abril de 1979 en la West Coast Computer Faire at Brooks Hall en San Francisco.
Robert J. Sawyer, autor de ciencia ficción afirmó en marzo de 2017 que aún lo utiliza y que muchos de sus colegas también, o lo utilizaron en algún momento, para plasmar sus obras literarias. El creador de la saga "Game of Thrones" George R. R. Martin usa WordStar 4.0 como procesador de textos para escribir sus libros, en los que se basa la famosa serie de televisión de la HBO.

## Historia
La versión 3.0 de WordStar para DOS fue lanzada en abril de 1982. La versión para DOS era muy similar a la original, y aunque el IBM PC ofrecía soporte para teclas de cursor y de función, se mantuvo el tradicional WordStar diamond y otras funciones del tipo Ctrl+tecla, dando lugar a su rápida adopción por los antiguos usuarios de CP/M. La capacidad de WordStar de utilizar un modo no documento para crear archivos de texto sin formato lo hizo muy popular entre los programadores. 
La primera versión para DOS fue una portabilidad directa de la versión para CP/M y por lo tanto solo utilizaba 64 kilobytes de RAM, aunque DOS soportaba hasta 640 kilobytes. Los usuarios aprendieron rápidamente que podían ejecutar esta versión de WordStar mucho más rápido utilizando la capacidad de DOS para crear un disco RAM en la memoria, y copiando los archivos del programa en el mismo. WordStar todavía debía acceder al disco en repetidas ocasiones, pero el acceso mucho más rápido de la memoria RAM comparado con la velocidad de acceso a un disquete produjo una mejora sustancial de la velocidad. Sin embargo, las versiones editadas de un documento eran guardadas solo en este disco RAM, y tenían que ser copiadas en un soporte magnético antes de reiniciar.
A mediados de la década de 1980, WordStar era el software de procesamiento de textos más popular del mundo. Pero IBM dominaba el mercado del "procesador de textos dedicado" con su aplicación DisplayWrite, que corría en máquinas dedicadas a la elaboración y edición de documentos. Por aquel tiempo, existían otras muchas máquinas de procesamiento de texto, pero la principal competencia de IBM era Wang Laboratories. Tales máquinas eran costosas y generalmente se accedía a ellas a través de las terminales conectadas a un servidor. 
Cuando IBM anunció que sacaría al mercado una versión para PC llamada "DisplayWriter", MicroPro centró sus esfuerzos en la creación de un clon de éste que se comercializaría como "WordStar 2000". Ninguno de los programas fueron tan exitosos como esperaban sus desarrolladores, y la falta de atención que MicroPro había prestado al WordStar original, junto con el pobre soporte de WordStar 2000 a los formatos y las combinaciones de teclado de WordStar, permitió que los productos de la competencia tuvieran la oportunidad de hacerse con una cuota de mercado. En particular, WordPerfect utilizaba las mismas combinaciones de teclado de la popular línea de Wang de computadores dedicados de procesamiento de textos, lo cual lo hizo popular entre las secretarías que cambiaban estas máquinas por PC. 
MicroPro Internacional se reestructuró como WordStar Internacional y volvió a contratar a muchos de los programadores de WordStar que abandonaron la compañía durante el desarrollo de WordStar 2000, y en octubre de 1986 adquirió el código de NewWord, un clon mejorado de WordStar, escrito principalmente por Peter Mierau en su empresa NewStar. WordStar empleó la base del código de NewWord para producir versiones mejoradas, añadiendo características tan largamente esperadas como el resaltado en pantalla para negrita, cursiva, y otros efectos de impresión. La primera versión basada en el código de NewWord se llamó WordStar (o WordStar Professional 4.0) y fue lanzada para los sistemas operativos DOS y CP/M. Versiones posteriores – 5.0, 5.5, 6.0, y 7.0 – se comercializaron solo para DOS. Estas nuevas versiones recuperaron algunas de las pérdidas de cuota de mercado. 
Una lucha interna entre los viejos desarrolladores de la versión 6.5 (destinada a los usuarios de Microsoft Word), y los nuevos desarrolladores que estaban trabajando en la versión 7.0 (destinada a los usuarios de WordPerfect), provocó que el primero fuera desechado y que la versión 7.0 fuese liberada años antes de su fecha de lanzamiento prevista inicialmente. La revisión D de la versión 7.0, la última versión para DOS del programa, fue lanzada en diciembre de 1992. 
Al igual que muchos otros desarrolladores de aplicaciones para DOS, WordStar Internacional tardó en decidirse a hacer una versión para el comercialmente exitoso Windows 3.0. La empresa compró Legacy, un procesador de texto ya existente basado en Windows, que fue modificado y lanzado como WordStar para Windows en 1991. Se trataba de un producto bien revisado que incluía muchas características que normalmente solo se encuentran en las ediciones de escritorio más caras. Sin embargo, el retraso en su lanzamiento significó que Microsoft Word ya se había establecido firmemente como estándar durante los dos años anteriores. 
WordStar ya no se desarrolla, mantiene o vende por sus dueños, sino que es ya abandonware. Actualmente es propiedad de Riverdeep, Inc, una compañía de software para educación y consumo con sede en San Francisco, California. 
WordStar sigue siendo utilizada activamente por varios centenares de miembros de la WordStar Users Group Mailing List, los cuales se proporcionan apoyo técnico entre sí a través de la lista de correo iniciada en mayo de 1996, y que ha continuado hasta el día de hoy sin interrupción. También existen descargas gratuitas de macros y scripts actualizados, controladores para impresoras y ratones, y otras utilidades en las WordStar Users Group web pages.

## Usando hoy WordStar 3.x

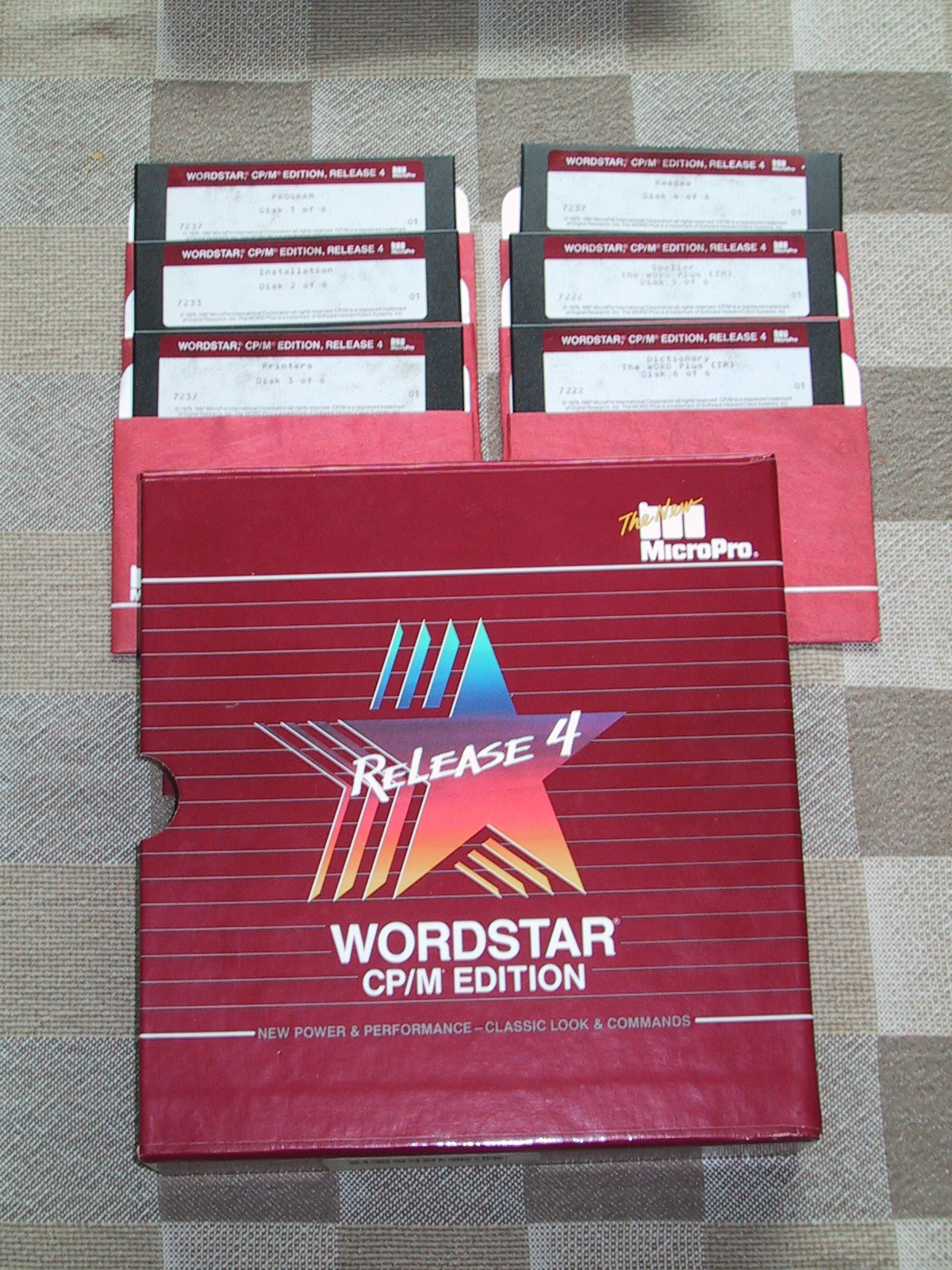
Distribución de disquetes de 5 1/4 pulgadas y embalaje para versión 4 del programa de procesamiento de textos WordStar lanzado para CP/M de 8 bits.

WordStar versión 3.x utilizaba la interfaz de MS-DOS FCB, una estructura de datos para la entrada/salida de archivos basada en las funciones de entrada/salida de archivos de CP/M. Este uso de la estructura FCB tenía por objeto portar programas en (lenguaje ensamblador) de CP/M a (el entonces nuevo) MS-DOS de una forma sencilla. Cuando MS-DOS adoptó un sistema de ficheros parecido al Xenix, el FCB se convirtió en una interfaz soportada por MS-DOS tan solo por retro-compatibilidad. Debido a que esta compatibilidad no se ha mantenido, WordStar 3.x no funciona correctamente en las versiones modernas de Windows. En particular, el programa WordStar 3.x no puede guardar archivos. Una solución para los usuarios con el deseo de ejecutar esta versión del programa es usar el emulador DOSEMU para Linux, que implementa correctamente la interfaz de FCB. (El emulador DOSBox no lo hace, incluso en Linux). La versión 4.0, que es casi idéntica a 3.x, no tiene este problema y emplea las nuevas interfaces de MS-DOS de entrada/salida.

## Emulación de WordStar
Aunque actualmente no existe ninguna versión de WordStar disponible para los sistemas operativos modernos, algunos de sus antiguos usuarios siguen prefiriendo la interfaz de WordStar, en especial los comandos del cursor de diamantes descritos anteriormente en el presente artículo. Estos usuarios reclaman un menor movimiento de las manos para emitir órdenes y, por ende, que la escritura bajo esta interfaz es más eficiente. El usuario accede a la cercana tecla Ctrl y, a continuación, una letra o una combinación de letras, por lo tanto, mantener sus manos sobre o cercanas a la posición natural de mecanografía en lugar de tener que trasladarse para llegar a una tecla especial o al ratón. 
Para contentar a estos usuarios, se crearon emuladores de WordStar. Uno de estos programas es CtrlPlus, de Yoji Hagiya, que remapea el teclado estándar de PC, haciendo disponibles muchos comandos del WordStar en la mayoría de los programas de Windows. El programa CtrlPlus intercambia la tecla Control y Caps-Lock para que la tecla "Ctrl" esté de nuevo en el lugar donde estaba originalmente en los teclados antiguos, junto a la tecla A. También proporciona funcionalidad a los principales comandos del cursor de diamantes mencionado en este artículo. 
La otra utilidad de emulación de WordStar creada fue el WordStar Command Emulator para Microsoft Word, también conocido como "WordStar for Word", de Mike Petrie. Diseñada para trabajar junto con CtrlPlus, el WordStar Command añade muchos más comandos WordStar para MS Word que CtrlPlus por sí solo, y también cambios en los menús de Word para ser más parecidos a los de WordStar 7.0 para DOS, la última versión para MS DOS de WordStar. Por ejemplo, Ctrl + K? era el comando para contar palabras y Ctrl + QL era el comando del corrector ortográfico. Pulsar estos comandos ejecuta su equivalente en Word. WordStar para Word también añade los comandos de bloque de WordStar, es decir, Ctrl + KB para marcar el comienzo de un bloque, Ctrl + KK para marcar el final, y Ctrl + KV para moverlo. Alternativamente, Ctrl + KC se puede usar para copiar el bloque. 
WordStar Command Emulator está escrito en Microsoft Visual Basic for Applications, un lenguaje de programación de macros basado en Visual Basic embebido en Microsoft Word para permitir un alto nivel de personalización. La mayoría de complementos para Word están escritos en este lenguaje, también conocido como VBA.

## Interfaz
WordStar es todavía considerado por muchos como uno de los mejores ejemplos de un "programa de escritura". Debido a que fue diseñado para dispositivos de pantalla textuales, con un único tipo de letra, la principal atención se centró en el texto, sin formato WYSIWYG. Puesto que la composición y maquetación eran funciones secundarias dejadas para su realización tras la escritura, edición y revisión del documento, el escritor no se distraía con las muchas posibilidades de formato que presentaban los procesadores de texto posteriores. 
En las versiones en modo texto de WordStar, alrededor de un tercio de la parte superior de la pantalla es un menú de comandos, con la línea superior indicando la posición del cursor dentro del archivo, mientras que el texto del documento ocupa los dos tercios inferiores de la pantalla. El usuario tiene la opción de liberar este menú de comandos para emplear toda la pantalla en el texto. El sistema de ayuda puede ser configurado para mostrar la ayuda poco tiempo después de que se escriba la primera tecla de una secuencia de comandos. A medida que los usuarios se van familiarizando con la secuencia de comandos, el sistema de ayuda puede ser configurado para ofrecer cada vez menos asistencia hasta que finalmente se desactivan todos los menús en pantalla y la información de estado. 
Las terminales y microcomputadoras originales para las que WordStar fue desarrollado, no disponían de teclas de función o de teclas para el control del cursor (por ejemplo, las teclas de dirección, Page Up/Down), de modo que WordStar empleaba secuencias de teclas alfabéticas combinadas con la tecla "Control".
Por ejemplo, el "diamante" Ctrl-S/E/D/X movía el cursor un carácter o línea a la izquierda, arriba, derecha, o hacia abajo. Ctrl + A / F (la parte externa del "diamante") trasladaba el cursor una palabra a la izquierda o a la derecha, y las teclas Ctrl + R / C movían toda una página arriba o abajo. Precediendo combinaciones de teclas con Ctrl + Q generalmente ampliaba su acción, moviendo el cursor al final o al principio de la línea, el final/comienzo del documento, etc. Retroceso | Ctrl + H serían retroceder y borrar. Los comandos para activar la negrita o la cursiva, la impresión, el bloqueo de texto para copiar o eliminar, guardar o recuperar archivos del disco, etc, eran generalmente una breve secuencia de teclas, como Ctrl - PB para negrita, o Ctrl - KS para guardar un archivo. Los códigos de formato aparecían en pantalla, por ejemplo, “^ B” para negrita, “^Y” para cursiva, y “^S” para subrayado. 
Aunque muchas de estas secuencias de teclas están lejos de ser evidentes, los usuarios las aprendieron rápidamente mediante memoria muscular, lo que les permitía navegar rápidamente por los documentos, en lugar de tener que memorizar secuencias del tipo "Ctrl + S = Cursor a la izquierda". 
Algunos usuarios creen que el traslado de la tecla Ctrl de la posición justo a la izquierda de la tecla A del teclado de la era del PC XT (donde se encuentra ahora en los teclados modernos la tecla Caps-Lock), al extremo inferior izquierdo, interfiere con este enfoque táctil, a menos que el teclado sea remapeado por software para intercambiar estas teclas. Otros usuarios prefieren tener dos teclas de control a ambos lados de la barra espaciadora, lo cual facilita la mecanografía a ocho dedos. De hecho, WordStar puede ser considerado como una tercera interfaz de teclado: 
1. las letras en minúsculas y números,
2. letras en mayúsculas y los símbolos accedidos por la tecla Caps, y
3. edición y formato posible gracias a las teclas Ctrl.

WordStar tenía ciertas debilidades, tales como la imposibilidad de cambiar la justificación mientras se estaba escribiendo o eliminando texto. Así, los párrafos debían ser reestructurados mediante comandos después de haber sido modificados. Pero podía ejecutarse un comando para formatear de nuevo todo el documento después de haber sido éste editado. 
Muchas de estas debilidades fueron corregidas mediante una nueva interfaz en WordStar 2000. El reformateo de párrafos se convirtió en automático. La mayoría de los mnemónicos fueron simplificados de manera que ^RW sería “Remove a Word”, ^ RR sería “Remove the Right side” de una línea (a la derecha del cursor), ^RS “Remove a Sentence”, y así sucesivamente. WordStar 2000 fue también raro entre los programas de procesamiento de textos en el sentido de que permitía al usuario marcar (subrayar) un bloque de texto (con ^BB Principio de Bloque y ^BE Fin de bloque), dejarlo marcado, y a continuación, ir a una sección diferente y copiarlo (con ^ BC de Copiar Bloque). Muchos usuarios consideran que es mucho más fácil manipular los bloques de esta forma en lugar del sistema de marcar con el ratón que emplea Microsoft Word. El principal problema con estas mejoras es que los usuarios del antiguo WordStar (no del WordStar 2000) estaban bastante satisfechos con la interfaz y no deseaban cambiar a uno nuevo. 
La interfaz de WordStar ha dejado un gran legado. Esto incluye modernos procesadores de texto de plataforma cruzada como TextMaker y muchos editores de texto corriendo bajo MS-DOS, Linux, y otras variantes de UNIX , que emulan los comandos Ctrl+tecla de WordStar. El popular compilador Turbo Pascal emplea los comandos de WordStar en el editor de su IDE. Modernos programas de tratamiento de texto como Write & Set no solo utilizan la interfaz de WordStar, sino que se basan en los formatos de archivos de WordStar para DOS, permitiendo que los usuarios de WordStar, que ya no dispongan de una copia de la aplicación, puedan abrir y editar fácilmente sus archivos. Existen emuladores de comandos WordStar y keymappings, tanto freeware como shareware, para versiones actuales de Microsoft Word. Modernos programas de tratamiento de texto como WordPerfect, StarOffice y Microsoft Word (con los filtros adecuados) pueden abrir y guardar documentos de WordStar. 

## Características
MailMerge era un complemento (que acabó convirtiéndose en parte integral del producto con WordStar 4), que permitía una "fusión de la impresión" para envíos masivos de cartas. Los datos pertinentes, como nombre, dirección, ciudad, estado, código postal, etc., se almacenaban en ficheros de datos. Documentos tales como cartas comerciales podían ser impresos en serie mediante la inserción de campos de datos en un "documento maestro". Estos documentos maestros contenían campos de datos en lugar de la información pertinente. Con imprimir "x" número de versiones del documento maestro, por ejemplo, se podían imprimir cartas personalizadas para diversos destinatarios en serie cogiendo la información de los ficheros de datos, e insertándolos en los campos. 
Otro de los complementos era SpellStar, un corrector ortográfico más tarde incorporado como parte del programa WordStar; y DataStar, un programa cuyo objetivo era específicamente la aceleración de la creación de los ficheros de datos utilizados para la combinación de correspondencia. Se trataba de características revolucionarias para los usuarios de computadoras personales de primeros a mediados de los años 80. También se implementó una hoja de cálculo, CalcStar, empleando una interfaz parecida al de WordStar. El conjunto WordStar (procesador de texto), DataStar (bases de datos), y CalcStar (hoja de cálculo), integraban por primera vez una suite ofimática personal.
WordStar identificaba los archivos como "documentos" o "no documentos", lo que dio lugar a cierta confusión entre los usuarios. "Documento" se refiere a los archivos de formato WordStar, mientras que los archivos de tipo "no documento" eran archivos de texto ASCII puro. Usar WordStar en "Modo no documento" era esencialmente lo mismo que utilizar un editor de texto tradicional, pero con más funciones avanzadas de edición.

## Extensiones de archivo
- Los archivos de WordStar para DOS no tienen extensión por defecto; algunos usuarios han adoptado sus propios convenios, como las letras WS seguidas del número de versión (por ejemplo WS3) o, simplemente, WS. Las copias de seguridad de los archivos se guardan automáticamente con la extensión BAK.
- Los archivos WordStar para Windows utilizan la extensión WSD
- Las plantillas de WordStar para Windows usan la extensión WST
- Las macros de WordStar para Windows emplean la extensión WMC
- Los archivos temporales de WordStar para Windows utilizan la extensión !WS
- WordStar 2000 para DOS y UNIX no dispone de una extensión fija, pero DOC y WS2 eran las más comunes.

Nota: 
- No existe un WordStar 2000 para Windows.
- “WordStar para Windows” fue publicado bajo el nombre de “WordStar Personal Writer”, y es un desarrollo propio de WordStar Legacy a partir de un programa llamado Legacy. XOOM también publicó una versión de “WordStar para Windows 2.0” llamado Xoom Word Pro.